# Туболи, Мате
Мате Туболи (венг. Tuboly Máté; род. 15 сентября 2004 года, Будапешт, Венгрия) — венгерский футболист, полузащитник словацкого клуба ДАК 1904.

## Клубная карьера
Родился 15 сентября 2004 года в Будапеште, Венгрия в семье бывшего футболиста и тренера Фридьеша Туболи. Воспитанник клубов «Шоймари», «Вашаш» и «Дьёр». 16 мая 2021 года в матче против «Вашаш» он дебютировал в Национальном чемпионате II в составе последних. 8 мая 2022 года в поединке против «III. Керюлети» Мате забил свой первый гол за «Дьёр» и отдал первую голевую передачу.
В августе 2023 года Туболи на правах аренды перешёл в «Дебрецен». 8 октября в матче против «Ференцвароша» он дебютировал в чемпионате Венгрии, выйдя на замену вместо Балажа Джуджака.